# Tazehabad
Tāzehābād (farsi تازه‌آباد) è il capoluogo dello shahrestān di Salas-e-Babajani, circoscrizione Centrale, nella provincia di Kermanshah. Aveva, nel 2006, una popolazione di 7.479 abitanti. 